# Берелет Володимир Володимирович
Володимир Володимирович Берелет (8 червня 1972 , Суми  — 11 грудня 2014 , Суми ) – український театральний актор-вокаліст (баритон), Заслужений артист України (2010).

## Життєпис
Народився в театральній сім'ї, батько Володимир Берелет – заслужений артист України, працював актором, мати – Лариса Берелет — працювала головним адміністратором у Сумському театрі імені Щепкіна.
Навчався у сумській середній школі № 2, ходив до драматичного гуртку у Палаці дітей. Після школи втупив до Дніпропетровського театрального училища. У віці 17 років знявся у фільмі «Українська вендетта» (1990). Після закінчення училища повернувся до Сум і грав у Сумському національному академічному театрі драми та музичної комедії імені Михайла Щепкіна в 1991-1995 та 1997-2014 роках. З 1995 по 1997 рік працював у Криворізькому театрі драми та музичної комедії імені Тараса Шевченка
Зіграв більше ніж 100 вистав. На його думку головна роль життя  – роль дяді Вані у виставі по Чехову. Свою першу роль зіграв у 5 років у виставі «Серце моє тут».
| Вистава                               | Роль                        |
| ------------------------------------- | --------------------------- |
| «Віват, фараони!»                     | Онисько                     |
| «Весела вдова»                        | Віконт Каскада              |
| «Чумаки»                              | Шкварковський               |
| «Прекрасная Елена»                    | Плутон                      |
| «Кажан»                               | Фальк                       |
| «Ревізор»                             | Артемій Земляніка           |
| «Нічні дебати»                        | Джорж Пігден                |
| «Остання жінка сеньйора Хуана»        | Карлос                      |
| «У неділю рано зілля копала»          | Раду                        |
| «Дядя Ваня»                           | Войницкий                   |
| «Майська ніч»                         | Левко                       |
| «Моя парижанка»                       | Жермен                      |
| «Благі наміри»                        | Ломов                       |
| «Наталка Полтавка»                    | Петро                       |
| Вовчиха                               |                             |
| «Летючий корабель»                    | Водяний                     |
| «Назар Стодоля»                       | Гнат                        |
| «Новорічний каприз принцеси»          | Професор                    |
| «Трьохгрошова опера»                  | Меккі                       |
| «Витівки Хануми»                      | Коте                        |
| «Друзі із Бремена»                    | Трубадур                    |
| «За двома зайцями»                    | Свирид Петрович Голохвостий |
| «Тартюф»                              | Валер                       |
| «Театр»                               | Тім                         |
| «Оргія»                               |                             |
| «Конотопська відьма»                  | Прокіп Пістряк              |
| «Жила-была Сыроежка»                  | Мухомор                     |
| «Дон Жуан проти Донни Анни»           | Сганарель                   |
| «Запорожець за Дунаєм»                | Султан                      |
| «Сцени у фонтана»                     | Мілт                        |
| «Отруєна туніка»                      | Цар Трапезондський          |
| «Лісістрата»                          | Посол Афінський             |
| «Циганський барон»                    | Стефан                      |
| «Оленка та солдат»                    | Солдат                      |
| «Розп'яті»                            | Гордій                      |
| «Вишневий сад»                        | Яша                         |
| «Тристан та Ізольда»                  | Одрі                        |
| «Верона»                              | Джорджі                     |
| «Жили-були три Коти в Венеції»        | Кіт Неро                    |
| «Непорочне зачаття»                   | Жак                         |
| «Ціаністий калій… з молоком, чи без?» | Марсіаль                    |
| «Герцог Гонзаго»                      | Генрі                       |
| «Пастка»                              | Комісар                     |
| «Не вір очам своїм»                   | Луї Ламар                   |
| «Двадцять хвилин з янголом»           | Анчугін                     |
| «Дон Раффаельє-тромбоніст»            | Луїджі                      |
| «Віват, водевіль!»                    | Коханець                    |
| «Дами і гусари»                       | Едмундій                    |
| «День народження Кота Леопольда»      | Сіре Мишиння                |
| «Мартын Боруля»                       | Степан                      |
| «Эдит Пиаф»                           | Луи                         |
| «Хулій Хурина»                        | Міліціонер                  |
| «Русалонька»                          | Принц                       |
| «Чарівні рукавички»                   | Зайчик                      |
| «Филумена Мартурано»                  | Рикардо                     |
| «Сильва»                              | Гецке                       |
| «О, Маритано»                         | Ласарильо                   |
| «Мафиози»                             | Мафія                       |

### Нагороди
- 2005  – 2006  – отримав премію Кабінету Міністрів України.
- 2009  – отримав звання заслуженого артиста України.